# Natal de Linhares
"Natal de Linhares", "Alegrem-se os Céus e a Terra" ou "Entrai, pastores, entrai" é uma canção de Natal tradicional portuguesa originária da região da Beira Baixa mas que se espalhou rapidamente por toda a região Centro.

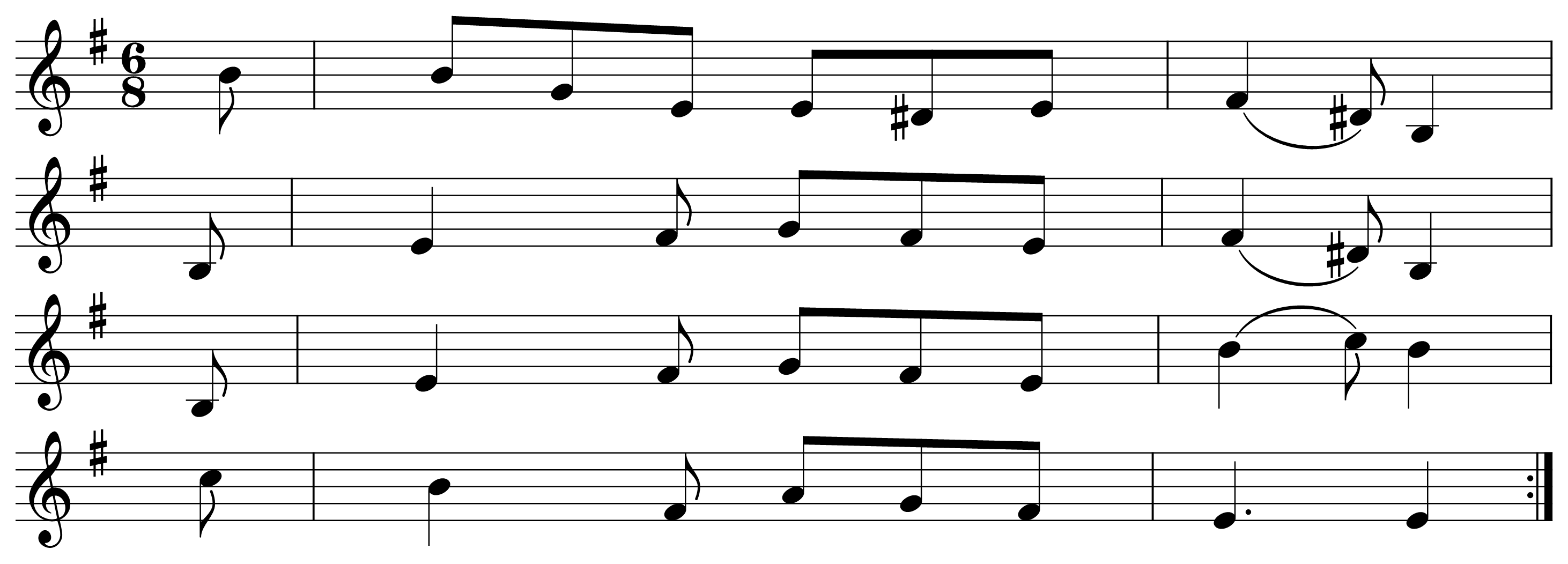
Partitura de "Natal de Linhares" tal como foi recolhida em Linhares por Mário de Sampayo Ribeiro.

## História
"Alegrem-se os Céus e a Terra" foi composta, segundo o musicólogo português Mário de Sampayo Ribeiro, por um autor anónimo do século XVIII na região da Beira Baixa. Contudo, espalhou-se por toda a Região Centro através da sua publicação no livro Manual das Filhas de Maria, da associação católica do mesmo nome.

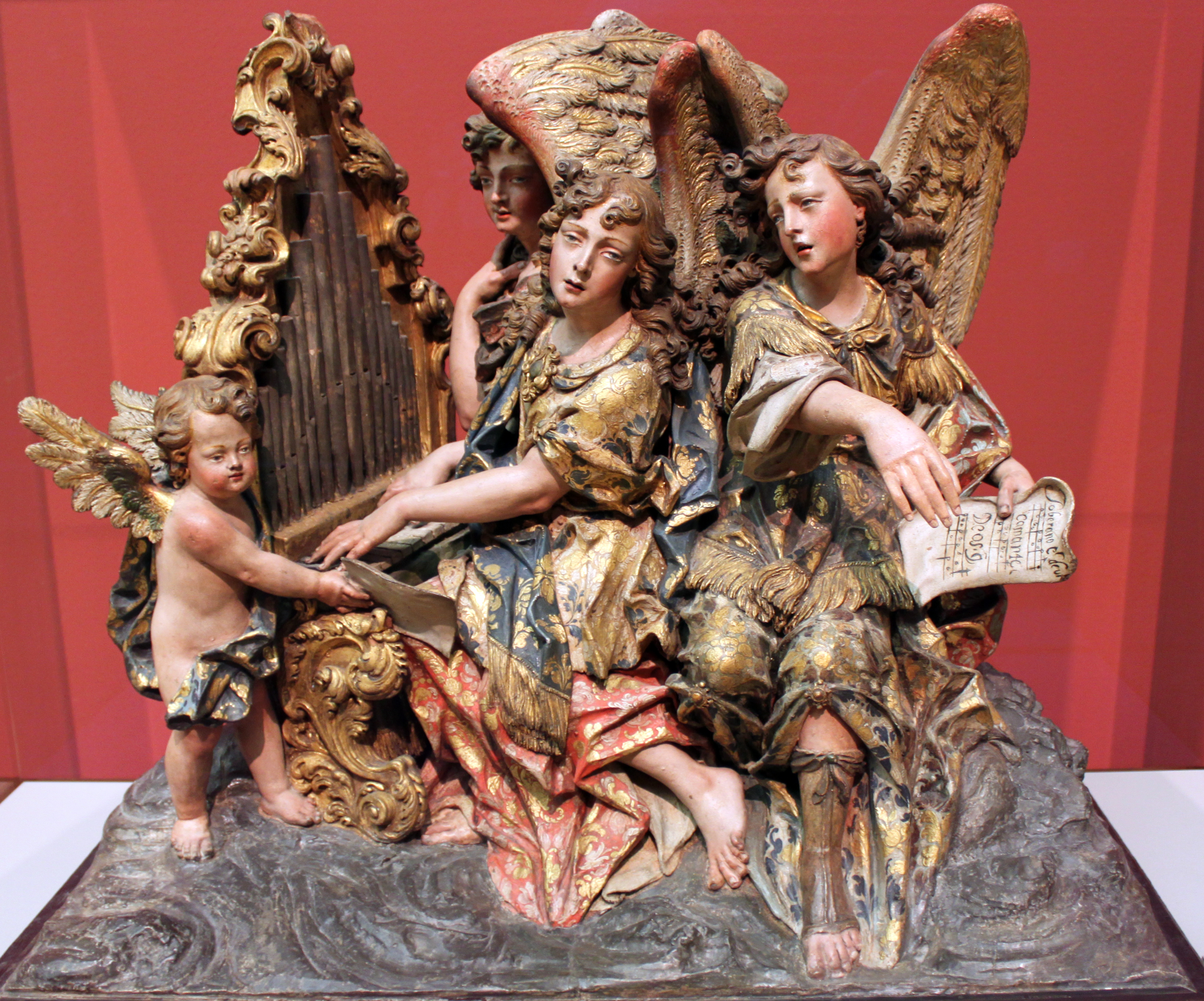
António Ferreira: Anjos cantores (séc. XVIII) no Museu Bode.

Tornou-se bastante popular e foi, durante vários anos, a principal canção presente na celebração do Natal nas igrejas beirãs. Esse seu estatuto fez com que vários autores portugueses na primeira metade do século XX a tenham coligido e publicado:
- 1919: uma versão da "Beira Baixa" por Pedro Fernandes Tomás;
- 1921: uma versão de Envendos por Francisco Serrano;
- 1927: uma versão de Tortosendo e Cova da Beira por Jaime Lopes Dias;
- 1935: uma versão da "Beira Baixa" por Francisca Ferreira Martins;
- 1938: uma versão da Malpica do Tejo por J. Diogo Correia.[1]

Corria o ano de 1939 quando Mário de Sampayo Ribeiro chamou a atenção, pela primeira vez, para a versão cantada em Linhares do concelho de Celorico da Beira). O arranjo que fez desta recolha nessa pequena freguesia, tecnicamente já fora da área geográfica da Beira Baixa, tornou a canção conhecida a nível nacional com a designação "Natal de Linhares".

## Harmonizações
Das várias harmonizações que recebeu esta célebre melodia natalícia destacam-se:
- "Natal de Linhares" (para SATB) por Mário de Sampayo Ribeiro[3]
- "Alegrem-se os Céus e a Terra" por César Batalha (1988)[4]
- "Alegrem-se os Céus e a Terra" (para solista, orquestra e coro) por Fernando Lapa (1995)[5]
- "Alegrem-se os Céus e a Terra" (para coro a cappella) por Fernando Lapa (1998)[6]

## Letra
A letra desta cantiga toma inspiração de dois eventos bíblicos: a anunciação aos pastores e a adoração dos pastores, ambos narrados no Evangelho segundo São Lucas (Lucas 2:8–20). Procura também representar as palavras dirigidas pelos anjos aos pastores bíblicos e o que esses zagais teriam dito ao adorar o Menino Jesus.

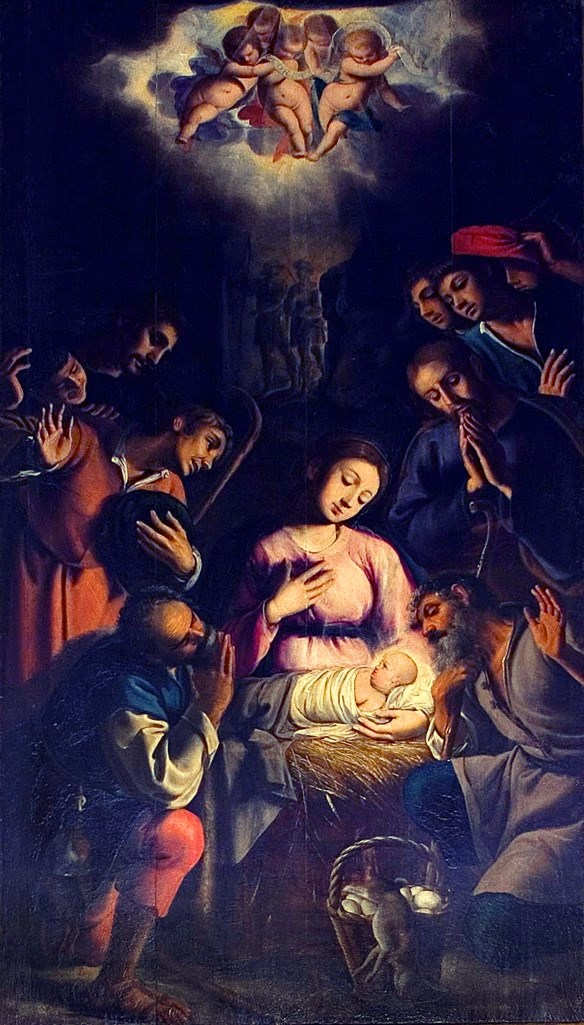
André Reinoso: Adoração dos pastores (1641) no Museu Nacional de Arte Antiga.

| Versão de Pedro Fernandes Tomás                                                                    | Versão de Pedro Fernandes Tomás                                                                               | Versão de Tortosendo e Cova da Beira                                                               | Versão de Linhares                                                                                    |
| -------------------------------------------------------------------------------------------------- | --- | -------------------------------------------------------------------------------------------------- | --- |
| Alegrem-se os Céus e a Terra Cantemos com alegria Que nasceu o Deus Menino Filho da Virgem Maria.  | A noite é escura, cerrada, Brilham já astros no céu; Vinde adorar, ó pastores, O Redentor que nasceu.         | Alegre-se o Céu e a Terra, Cantemos com alegria, Que já nasceu o Menino, Filho da Virgem Maria.    | Alegrem-se os Céus e a Terra Cantemos com alegria, Que é nascido o Deus Menino Filho da Virgem Maria. |
| Entrai, entrai, ó pastores Por esse portal sagrado; Vinde adorar o Menino Numas palhinhas deitado. | Colhei florinhas no campo Trazei-Lhe prendas d'amor Vinde cantar o Bem-vindo Ao divino Redentor.              | Oh! Meu Menino Jesus Convosco é que estou bem! Nada deste mundo quero, Nada me parece Bem.         | Entrai, pastores, entrai, Por esse portal sagrado, Vinde ver o Deus Menino Numas palhinhas deitado.   |
| Ó meu Menino Jesus Ó meu lindo amor perfeito, Se Vós tendes frio, vinde Abrigar-Vos no meu peito.  | Florinhas num peito fino Ó meu Jesus, não as há Dizei-me, bem adorado Que prenda Vos agradará.                | Nossa Senhora é rosa, Seu filho um lindo cravo, São José o jardineiro Daquele jardim sagrado.      | Ó meu Menino Jesus Ó minha tão bela flor Que sendes tão pequenino Sendo tão alto Senhor.              |
| Ó meu Menino Jesus Convosco é que eu estou bem, Nada deste mundo quero, Nada me parece bem.        | Só tenho pra of'recer-Vos Uma alma que Vos quer bem; É a melhor prenda que tenho Não quero amar mais ninguém. | Entrai, pastores, entrai, Por esse portal sagrado, Vinde adorar o Menino, Numas palhinhas deitado. | Ó meu Menino Jesus Convosco é que estou bem. Nada deste mundo quero Nada me parece bem.               |

## Discografia
- 1963 — Noëls d'Espagne et du Portugal. Carlos Jorge & Carlos Tuxen-Bang. BNF. Faixa 3: "Natal".
- 1972 — Portugal: Portuguese Traditional Music. BNF. Faixa 4: "Christmas Carol".
- 1979 — As Primeiras Baladas. Jorge Ferreira. Faixa 6: "Alegrem-se os céus e a terra".
- 1988 — Um Feliz Natal. Coro Infantil de Santo Amaro de Oeiras. Edisom. Faixa A 4: "Alegrem-se os céus e a terra".
- 1995 — Natal Português. Coral T. A. B.. Ovação. Faixa 1: "Natal (Linhares)".
- 1996 — Já é Natal!. Coro Infantil de Santo Amaro de Oeiras. Faixa: "Alegrem-se os céus e a terra".
- 1997 — Natal com Jorge Ferreira e Família. Jorge Ferreira. PMW. Faixa 13: "Alegrem-se os céus e a terra".
- 2003 — Natal. Vozes da Rádio. SPA. Faixa 16: "Entrai, pastores, entrai".
- 2003 — Weihnacht in Europa. Vol. 1. Brahms-Vokalquartett Bonn, Annette Ritter & Rainer Gepp. Reverenza Musikproduktion. Faixa 16: "Entrai, pastores".
- 2003 — Um Natal Português. Vários. Numérica. Faixa 8: "Alegrem-se os céus e a terra".
- 2008 — Fernando Lapa. Coro Académico da Universidade do Minho. Faixa 15: "Alegrem-se os céus e a terra".
- 2008 — Weihnacht in Europa. Vol. 2. Brahms-Vokalquartett Bonn & Rainer Gepp. Reverenza Musikproduktion. Faixa 12: "Entrai, pastores".